# Boyne City
Boyne City est une cité de l’État du Michigan, aux États-Unis. Elle compte 3 735 habitants au recensement de 2010. 